# Todesursachenstatistik
Die Todesursachenstatistik ist eine weltweit erhobene amtliche Statistik über die Ursachen aller Todesfälle. Sie wird nach den Empfehlungen der Weltgesundheitsorganisation durchgeführt. In der Statistik werden die Grundkrankheiten oder Grundursachen wie Unfälle, aber nicht die Folgekrankheiten, Komplikationen oder die unmittelbar den Tod auslösenden Krankheiten gezählt.
Grundlage der Statistik ist die vollständige Auswertung der ärztlichen Todesbescheinigungen und der dort angegebenen Todesursachen. Sie dient der Beschreibung der Gesundheit der Bevölkerung sowie der Erforschung der Ursachen vorzeitiger Todesfälle und erlaubt Schlüsse zur Verbesserung von präventiven und kurativen Maßnahmen zur Erhöhung der Lebenserwartung und -qualität. Die Todesursachenstatistik hat also eine wichtige Lenkungsfunktion für die medizinische Forschung.

## Rechtliche Grundlagen und Organisation in einzelnen Ländern

### Deutschland
Rechtliche Grundlage der Todesursachenstatistik ist das Gesetz über die Statistik der Bevölkerungsbewegung und die Fortschreibung des Bevölkerungsstandes (Bevölkerungsstatistikgesetz – BevStatG). Die Todesursachen werden in den Ländern meist von den Gesundheitsämtern erhoben, vom Statistischen Bundesamt zusammengetragen und veröffentlicht. Die Todesursachenstatistik wird in Deutschland seit 1905 erhoben, erste Aufzeichnungen stammen aus dem Jahr 1877.
2020 wurde am Universitätsklinikum Aachen das Deutsche Register für COVID-19-Autopsien (DeRegCOVID) aufgebaut, das dabei mit dem Institut für Medizinische Informatik und dem Center for Translational & Clinical Research (CTC-A) kooperiert.

### Schweiz
Basierend auf dem Zivilgesetzbuch (ZGB), der Zivilstandsverordnung, dem Bundesstatistikgesetz (BStatG) und der Erhebungsverordnung erfasst das Bundesamt für Statistik die Todesursachen bei den Ärzten. Die Statistik wird seit 1876 geführt. Die ältesten städtischen, regionalen oder kantonalen Aufzeichnungen reichen bis 1790 zurück.

### Österreich
In Österreich wird die Todesursachenstatistik von Statistik Austria erhoben und veröffentlicht.

### Europäische Union
Eurostat trägt die nationalen Statistiken zusammen und veröffentlicht die Ergebnisse auf seiner Webseite.